# Malagón (kommunhuvudort)
Malagón är en kommunhuvudort i Spanien.   Den ligger i provinsen Provincia de Ciudad Real och regionen Kastilien-La Mancha, i den centrala delen av landet, 140 km söder om huvudstaden Madrid. Malagón ligger 638 meter över havet och antalet invånare är 7 923.
Terrängen runt Malagón är platt åt sydost, men åt nordväst är den kuperad. Runt Malagón är det ganska glesbefolkat, med 23 invånare per kvadratkilometer. Malagón är det största samhället i trakten. Trakten runt Malagón består till största delen av jordbruksmark.